# Мединський Ігор Миколайович
І́гор Микола́йович Меди́нський  (3 січня 1993, Устечко, Тернопільська область, Україна) — український футболіст, півзахисник футбольного клубу «Оболонь».

## Життєпис
Вихованець тернопільського футболу. Перший тренер — Василь Івегеш. Виступав за ДЮСШ «Тернопіль» у ДЮФЛ, а також разом з командою став чемпіоном Європи 2009 року серед студентів. Наступного року в складі основної команди взяв участь в аматорському чемпіонаті України.
З літа 2010 року перебуває в структурі «Динамо» (Київ), проте виступав виключно за другу команду.
У лютому 2014 року підписав контракт з футбольним клубом «Тернопіль», про що офіційно повідомлено на сайті команди.
У лютому 2015 року з футбольного клубу «Тернопіль» перейшов у футбольний клуб «Черкаський Дніпро», де грає під номером 13.

## Статистика виступів

### Аматорська ліга
| Сезон | Команда      | Турнір    | Матчі | Голи |
| ----- | ------------ | --------- | ----- | ---- |
| 2010  | ФК Тернопіль | чемпіонат | 4     | 2    |

### Професіональна ліга
| Сезон     | Команда           | Турнір    | Матчі | Голи |
| --------- | ----------------- | --------- | ----- | ---- |
| 2010–2011 | Динамо-2 (Київ)   | чемпіонат | 15    | 1    |
| 2011–2012 | Динамо-2 (Київ)   | чемпіонат | 18    | 5    |
| 2012–2013 | Динамо-2 (Київ)   | чемпіонат | 34    | 3    |
| 2013–2014 | Динамо-2 (Київ)   | чемпіонат | 6     | 0    |
| 2013–2014 | ФК «Тернопіль»    | чемпіонат | 11    | 0    |
| 2013–2014 | ФК «Тернопіль»    | кубок     | 1     | 0    |
| 2014–2015 | ФК «Тернопіль»    | чемпіонат | 17    | 2    |
| 2014–2015 | ФК «Тернопіль»    | кубок     | 2     | 0    |
| 2014–2015 | Черкаський Дніпро | чемпіонат | 10    | 1    |
| 2015–2016 | Черкаський Дніпро | чемпіонат | 1     | 0    |
| 2015–2016 | Черкаський Дніпро | кубок     | 1     | 2    |

## Досягнення
- Чемпіон Європи серед студентів: 2009